# Перевальная (река, Парамушир)
Перевальная — река на острове Парамушир в Сахалинской области России. Впадает в Тихий океан.
Длина — 14 км. Площадь водосборного бассейна — 53,4 км².
Начинается около перевала Снежный на хребте Вернадского. Общее направление течения с северо-запада на юго-восток. Впадает в небольшой залив между мысами Рыбачий и Двойной на восточном побережье Парамушира. Около устья принимает справа свой крупнейший приток, реку Лисья.

## Данные водного реестра
По данным государственного водного реестра России относится к Амурскому бассейновому округу.
Код водного объекта 20050000312118300010461.